# Михаил Клопский
Михаи́л Кло́пский — православный монах, святой Русской церкви, преподобный, Христа ради юродивый, чудотворец Новгородский. Родственник князя Дмитрия Донского (по одной из версий, внук его боярина Боброка; по другой — незаконный сын его брата Андрея, по третьей — сын Великого князя Московского Симеона Гордого). Отказавшись от богатства и власти, Михаил принял на себя подвиг юродства Христа ради, покинул Москву и в рубище пришёл в Клопский монастырь в Новгородской республике.
В течение 44 лет, проведённых в Клопском монастыре, святой был примером аскетического монашеского подвига и строгого соблюдения устава, согласно житию, обладал даром пророчества и предвидения. Он обличал пороки сильных мира сего, невзирая на лица. Скончался в 1453 или 1456 году.
Канонизирован Макарьевским собором 1547 года. Память Михаила Клопского празднуется в Православной церкви 11 (24) января шестеричным богослужением.

## Тропарь преподобного Михаила Клопского, Новгородского
- Глас 8

Иже на земли Христа ради волею в буйство преложився, / мира сего красоты отнюд возненавидел еси / и, плотская играния увядив постом и жаждею и на земли леганием, / от зноя же и студени, от дождя и снега / и от прочия воздушныя тягости никогда же уклонился еси, / душу же очистил еси добродетельми, яко злато в горниле, / отче преподобне Богоносне Михаиле, / и ныне на Небесех предстоиши престолу Пресвятыя Троицы. / Но яко имея дерзновение многое, / моли Христа Бога спастися душам нашим.

## Кондак преподобного Михаила Клопского, Новгородского
- Глас 8

Духа Святаго силою уподобился еси Богоглаголивым древним пророком,/ сказав безвестная и тайная и еже годе судьбам Божиим в сбытие, / и ина многа чудеса о Христе сотворив,/ и люди удивив, торжествовати устроил еси вопиющия: / слава Богу, прославляющему святыя Своя.